# Black Midi
Black Midi är ett brittiskt rockband bildat 2017 i London. Bandet består av Geordie Greep (sång, gitarr), Matt Kwasniewski-Kelvin (sång, gitarr), Cameron Picton (sång, elbas, synthar) och Morgan Simpson (trummor).
Bandet gav 2018 ut sin första singel "bmbmbm" på skivbolaget Speedy Wunderground. Deras första studioalbum Schlagenheim släpptes 21 juni 2019 på Rough Trade Records och nådde plats 43 på UK Albums Chart samt nominerades till Mercury Prize. Antologin The Black Midi Anthology Vol. 1: Tales of Suspense and Revenge släpptes 5 juni 2020 på Bandcamp. Deras andra studioalbum, Cavalcade, släpptes 28 maj 2021.

## Diskografi

### Studioalbum
- 2019 – Schlagenheim
- 2021 – Cavalcade
- 2022 – Hellfire

### Samlingar
- 2020 – The Black Midi Anthology Vol. 1: Tales of Suspense and Revenge

### EP
- 2019 – Live at KEXP[7]
- 2019 – Live on Canal St, NYC

### Livealbum
- 2018 – Damo Suzuki Live at the Windmill Brixton with 'Sound Carriers' black midi (med Damo Suzuki)
- 2020 – Black Midi Live in the USA

### Singlar
- 2018 – "bmbmbm"[8] (Schlagenheim)
- 2019 – "Speedway"[9] (Schlagenheim)
- 2019 – "Crow's Perch"
- 2019 – "Talking Heads"
- 2019 – "Ducter"[10] (Schlagenheim)
- 2019 – "7-Eleven"
- 2020 – "Sweater"
- 2020 – "What Christmas Means to Me / Jingle Bell Rock"
- 2021 – "John L / Despair"[11] (Cavalcade)
- 2021 – "Slow (Loud)" (Cavalcade)
- 2021 – "Chondromalacia Patella" (Cavalcade)
- 2021 – "Cruising"
- 2022 – "Welcome to Hell" (Hellfire)
- 2022 – "Eat Men Eat" (Hellfire)
- 2022 – "Sugar/Tzu" (Hellfire)